# Moinhos de Argontim

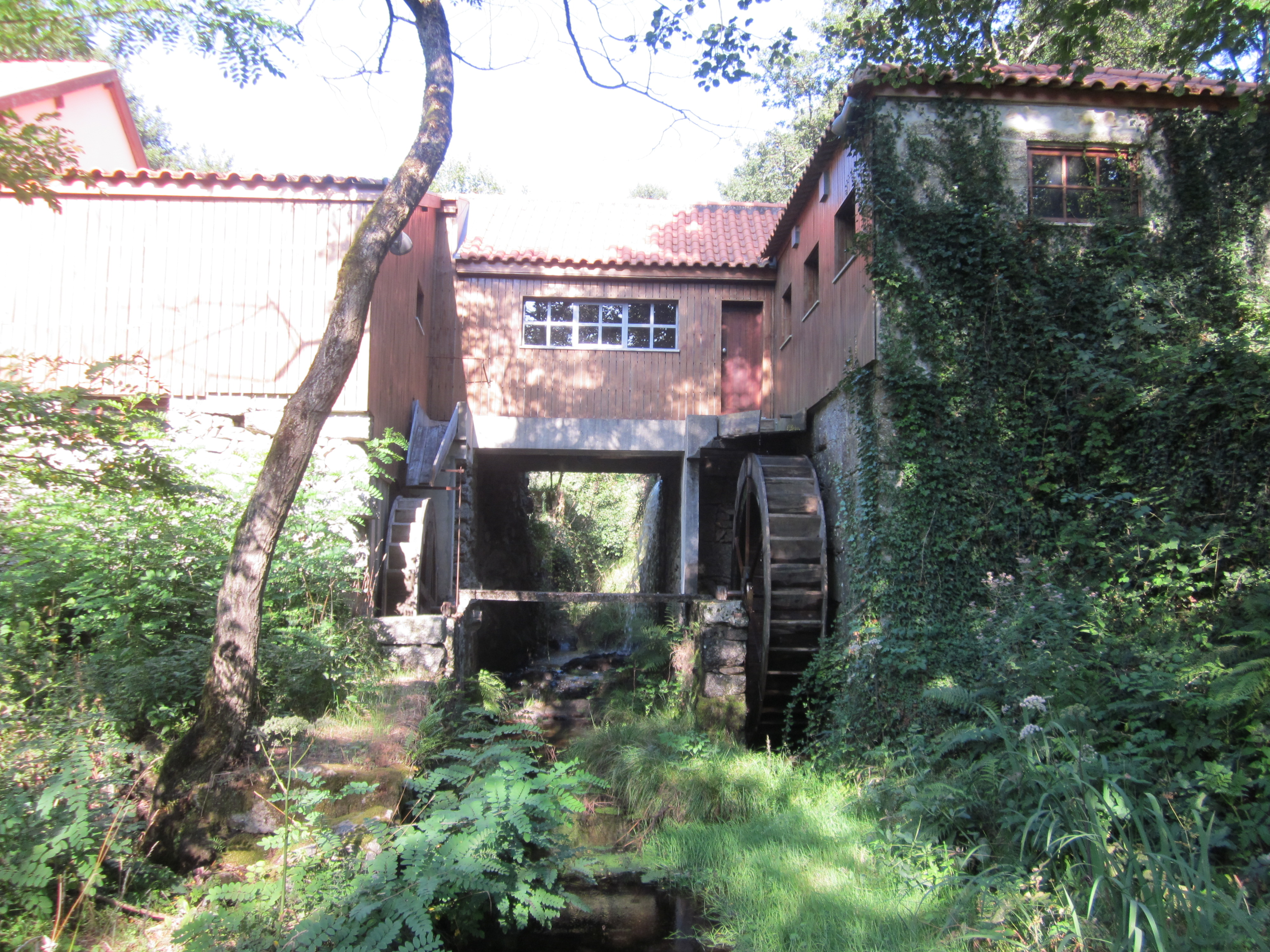
Vista da Serração

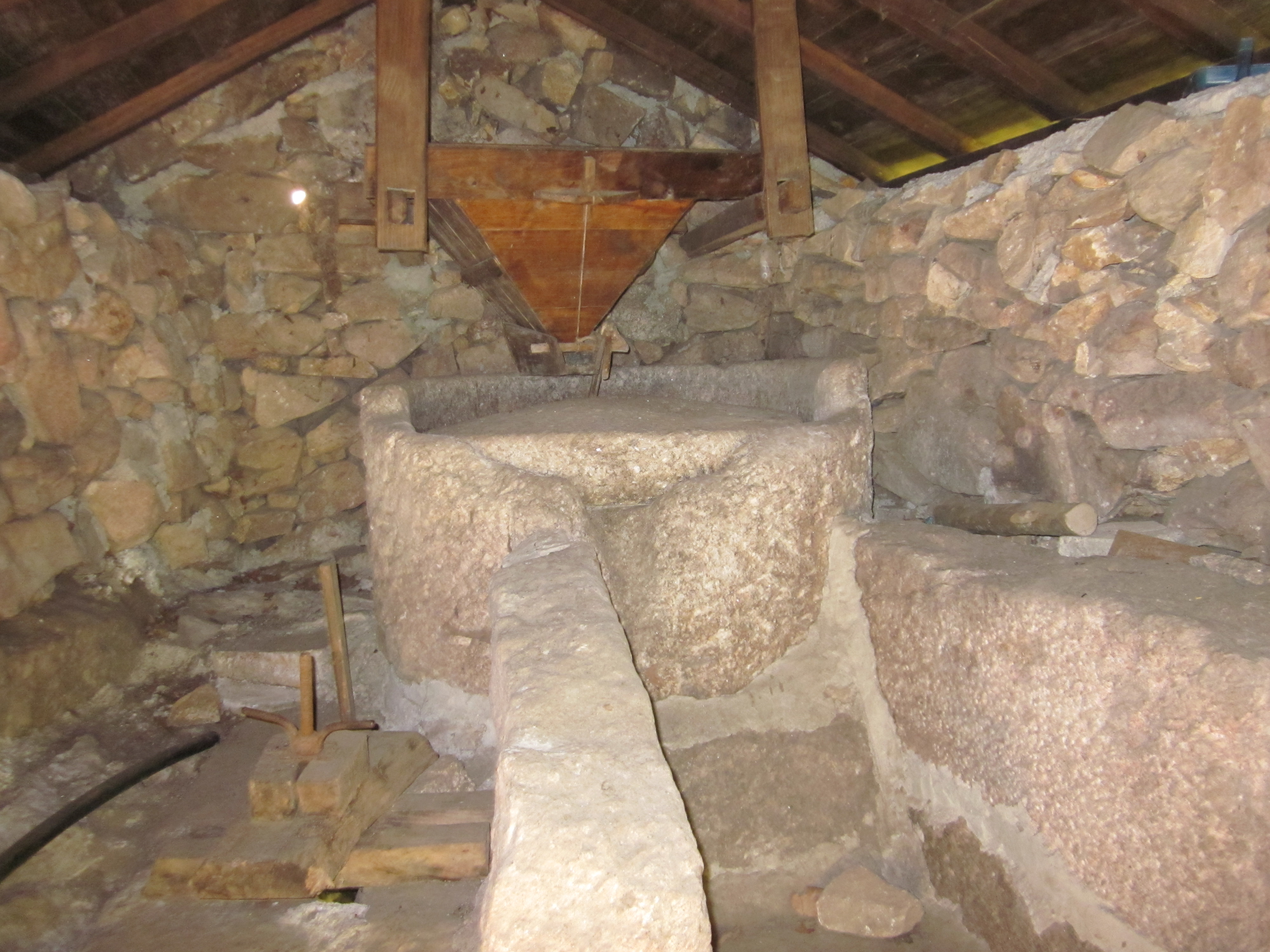
Interior do Moinho

O Circuito Turístico dos Moinhos de Argontim localiza-se na Freguesia do Rego, Município de Celorico de Basto, ao longo do rio Bugio, em Portugal.
É constituído por vários moinhos, uma serração de madeira movida a água, uma azenha, e um alambique — usados outrora para moer, serrar, e afiar lâminas, respectivamente.

## Idade
Não se sabe ao certo a que idade remonta a construção destes moinhos, mas existem referências desde o ano 1072. O período provável de construção será entre o Neolítico e o período pré-romano.

## Funcionamento
A serração abre as suas portas ao público ao fim de semana e em outros dias no caso de marcação prévia.
Existe ainda um núcleo museológico que se encontra disponível para visita aos sábados, domingos e feriados.